# Saint-Mandrier-sur-Mer
Saint-Mandrier-sur-Mer is een gemeente in het Franse departement Var (regio Provence-Alpes-Côte d'Azur) en telt 6657 inwoners (2004). De plaats maakt deel uit van het arrondissement Toulon.

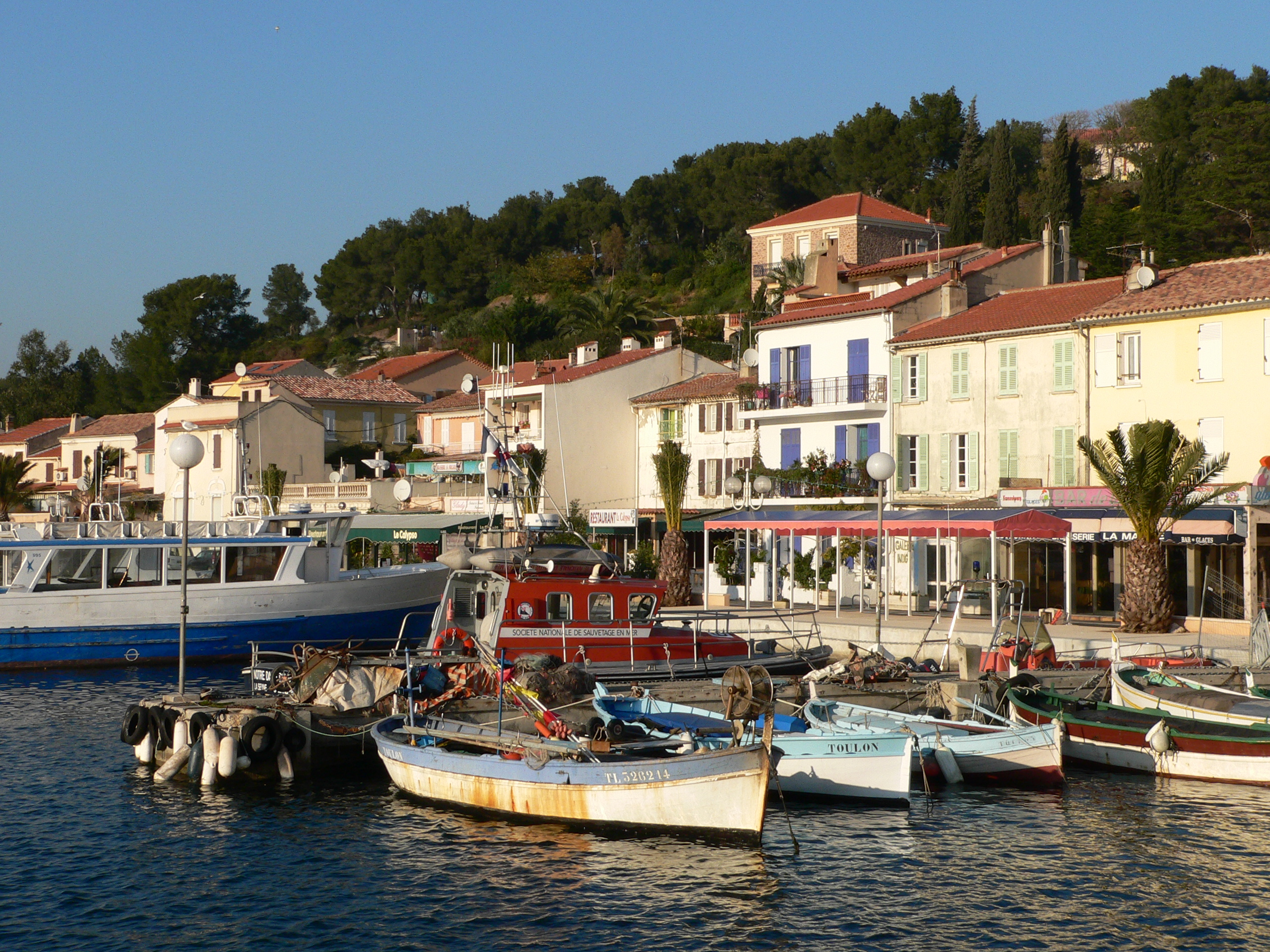
Saint-Mandrier-sur-Mer
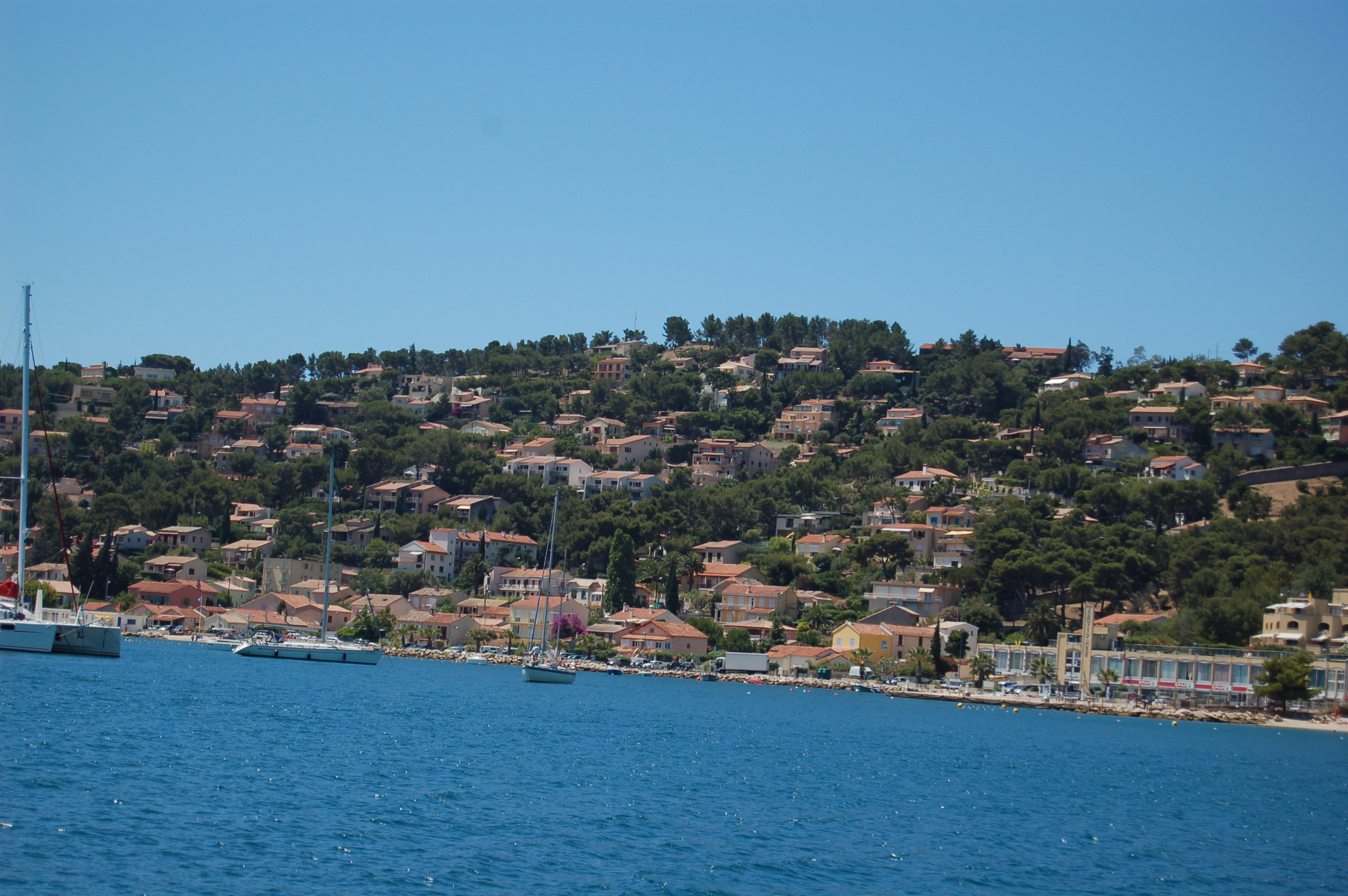
Saint-Mandrier-sur-Mer

## Geografie
De oppervlakte van Saint-Mandrier-sur-Mer bedraagt 5,1 km², de bevolkingsdichtheid is 1305,3 inwoners per km².
De onderstaande kaart toont de ligging van Saint-Mandrier-sur-Mer met de belangrijkste infrastructuur en aangrenzende gemeenten.

## Demografie
Onderstaande figuur toont het verloop van het inwonertal (bron: INSEE-tellingen).